# Phyllidia babai
Pour les articles homonymes, voir Babai (homonymie).
Espèce
Phyllidia babai est une espèce de nudibranches de la famille des Phyllidiidae.

## Distribution
Cette espèce a été trouvée au Sulawesi du Nord, dans le détroit de Lembeh, au sud du Queensland en Australie, en Corée du Sud et rarement dans la région d'Okinawa.

## Description
Cette espèce a le dos crème à jaune pâle avec des tubercules blancs au centre de cercles noirs et son manteau est finement bordé de jaune. Le clavus de chaque rhinophore a 21 à 24 lamelles, et la poche rhinophorale est parée de blanc. Ses tentacules buccaux de couleur blanche ont des rainures latérales et sont teintées en jaune. La surface ventrale est crème pâle. 

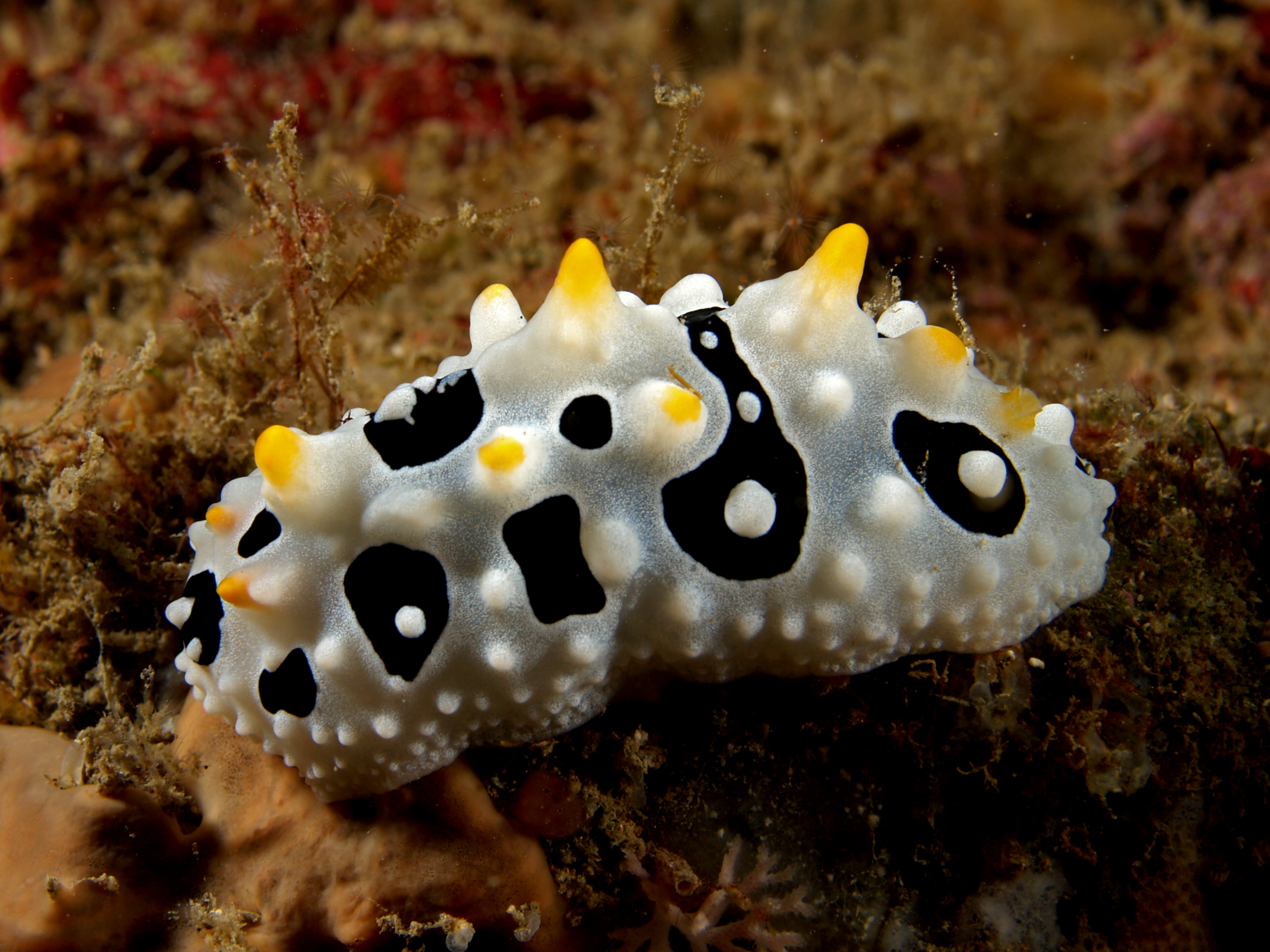
P. babai dans le détroit de Wetar, au nord du Timor oriental.

## Alimentation
Cette espèce se nourrit d'une espèce d'éponge, Acanthella stipata.

## Étymologie
Son épithète spécifique babai lui a été donnée en l'honneur de Kikutaro Baba, malacologiste japonais.